# Final Fantasy IV
Final Fantasy IV (ファイナルファンタジーIV Fainaru Fantajī Fō?) är det fjärde spelet i spelserien Final Fantasy från Squaresoft. Eftersom spelet var det andra i serien som släpptes i USA hette den engelska översättningen Final Fantasy II men när de omåttliga framgångarna för Final Fantasy VII öppnade upp möjligheterna för att släppa äldre delar av serien kom spelet att släppas med sitt ursprungliga nummer. 

## Handling
Spelet handlar om den mörke riddaren Cecil Harvey som jobbar som ledare för staden Barons luftflotta och stjäl magiska kristaller åt honom. Efter att ha stulit vattenkristallen från oskyldiga människor och mördat dessa, frågar han kungen om hans syfte. Han blir då fråntagen sin titel och skickas med sin vän Kain på ett uppdrag att leverera en ring till en by. Spelets huvudskurk är Golbez som stjäl kristaller för kungens räkning.
När han når byn förstörs den av ringen. I byn träffar han Rydia, vars mor dog när Cecil dödat besten som vaktade byn, vilken styrdes av modern. Hon attackerar Cecil och Kain, vilket resulterar i att hon tappar medvetandet medan Kain försvinner. Cecil lyckas, genom att rädda henne ifrån Barons soldater, övertyga henne om att det var ett misstag. När de tillsammans med trollkarlen Tellah når slottet Damcyan, blir det plundrat. Av Damcyans prins (dock är han klassad som bard under större delen av spelet) Edward får de veta att Golbez tagit över Barons luftflotta, Red Wings. Tillsammans lyckas de få tag på sandrubinen i det enorma myrlejonets grotta, vilken de använder för att hela den vita magikern Rosa. De fortsätter mot Fabul, där Vindkristallen finns. På vägen möter de stormunken Yang, Fabuls tronarvinge, som blir attackerad av monster. När han väl blivit räddad fortsätter de mot Fabul, som precis blivit attackerad och de försöker förgäves att försvara kristallen. Det visar sig att Kain står på Golbez sida. Golbez kidnappar Rosa. 
Cecil seglar iväg mot Baron, men på vägen attackeras de av Leviathan, havets härskare och de framkallningsbara monstrens kung. Han sväljer Rydia och skeppet sjunker. Cecil vill men kan inte besegra den onde Golbez då han är fylld av ondska. Cecil spolas upp vid Mysidia, där han tidigare stulit en kristall. Han ber Äldsten om ursäkt, och blir då skickad till ett berg där han måste rena sin själ och bli en paladin. Han assisteras av tvillingarna Palom & Porom, efter ett tag visar det sig att de spionerar på honom. Vid berget möter de Tellah, som tidigare lämnat Cecil vid Damcyan, som söker efter en gammal trollformel, Meteor. När de nästan är vid toppen träffar de Scarmgligione, jordens härskare som skickats av Golbez för att stoppa Cecil. Efter att ha besegrat Scarmiglione träder de in i en grav. Inuti graven finns en spegel. De hör en röst som pratar med Cecil. Rösten kallar honom "son". Efteråt blir Cecil en paladin, och hans mörka svärd blir till Legendens svärd. Men då dyker en annan Cecil, rustad som mörk riddare och bärande Cecils mörka svärd upp, och Cecil tvingas slåss mot honom. När Cecil besegrat honom kommer Tellah plötsligt ihåg alla trollformler han glömt genom tiderna, och lär sig Meteor, dock visar det sig att Tellah inte har kraft nog att använda den.
Efteråt återvänder de till Mysidia, där det visar sig att Palom och Porom spionerat på honom. Genom en portal, Djävulens Väg, förflyttar sig Cecil, Palom, Porom och Tellah till Baron. Där blir de anfallna av Yang tillsammans med två vakter. Efter att ha blivit besegrad återhämtar han sig, och smyger tillsammans med äventyrarna in i slottet, med hjälp av en nyckel han fått. I slottet möts de av vaktkaptenen Baigan, som påstår sig vara missnöjd med kungen. Dock blir tvillingarna misstänksamma, och Baigan avslöjar att han fått kraft av Golbez, förvandlar sig till ett monster och anfaller. När han är besegrad fortsätter teamet mot kungen, som då visar sig till vattnets härskare Cagnazzo. Cagnazzo dödas, men när hjältarna går ut i en korridor stänger hans ande in dem där och börjar trycka ihop väggarna. Palom och Porom offrar sig själva genom att luta sig mot väggarna och förvandla sig till sten, och stoppar på så sätt väggarna. Då öppnas även dörrarna ut. Ingen i teamet kan hela tvillingarna, eftersom de förvandlat sig av egen vilja. På vägen ut möter de ingenjören Cid, Rosas far, som ansluter sig till teamet och visar dem sitt hemliga luftskepp. När de lyft dyker Red Wings upp, som Golbez stulit efter att den falske kungen dött, och Kain erbjuder Cecil Rosa, i utbyte mot jordkristallen.
De reser mot Troia, det matriarkala riket där kristallen befinner sig. Där visar det sig att kristallen blivit stulen av en svartalv. I slottet träffar de Edward, som är sjuk, och inte kan följa med dem. Han ger dem tvillingharpan, och teamet fortsätter mot svartalvens grotta. Alven är svag mot metall, och grottan är därför skyddad med ett magnetfält, vilket tvingar teamet att ta av sig all metallrustning och alla metallvapen. När de möter svartalven så besegrar han dem enkelt. Men borta i Troia börjar Edward spela på sin egen harpa, vilket även får tvillingharpan att spela. Musiken stör alven, och får honom att tappa kontrollen över magnetfältet. Teamet tar då på sig sin utrustning, besegrar honom och tar kristallen.
Senare dyker Red Wings upp med Kain, som leder teamet till Tower of Zot, där Golbez finns. Vid ingången till rummet där Golbez finns anfalls de av magikersystrarna, som är lufthärskarinnan Barbariccias tjänare. När de möter Golbez anfaller Tellah honom. Tellahs vanliga trollformler skadar honom knappt, vilket får Tellah att använda Meteor. Tellah dör av ansträngning. Golbez överlever, men Meteor skadar honom rejält, och förbannelsen han lagt på Kain försvinner. Rydia kommer längre fram i spelet tillbaka i en strid mot Golbez, då ännu starkare och äldre. Rydia är väldigt känslig och fysiskt sett väldigt klen, men hennes förmåga att åkalla gör henne oumbärlig.
Cecil ger sig ut på ett äventyr som tar honom ner i underjorden för att skydda dvärgarnas kristaller. 
Det visar sig sen att Golbez är Cecils bror och till slut står de enade mot den onde trollkarlen Zeromus, som finns på månen. När man först stöter på honom heter han Zemus men efter att FuSoYa och Golbez dödar honom så mobiliseras hans hat och han förvandlas till Zeromus.
Cecil och hans kamrater dödar Zeromus och Cecil drar sig tillbaka från riddarlivet och gifter sig med Rosa.